# Bauforderungssicherungsgesetz
Das Bauforderungssicherungsgesetz (BauFordSiG) definiert in Deutschland den Begriff des Baugeldes und erteilt Vorgaben für dessen Verwendungszweck.

## Inhalt
Das ursprünglich 67 Paragraphen umfassende Gesetz enthält inzwischen nur noch den ausführlichen § 1 („Verwendung von Baugeld; Begriff des Baugeldes“) und „Strafvorschriften“ (§ 2), die Zuwiderhandlungen mit Freiheitsstrafe von bis zu fünf Jahren oder mit Geldstrafe bedrohen. Frühere Bestimmungen des Gesetzes gingen mit der Zeit in anderen Gesetzen auf, insbesondere im BGB.

### Änderungen durch das Forderungssicherungsgesetz
Eine einschneidende Änderung des BauFordSiG brachte das Forderungssicherungsgesetz. Mit diesem Änderungsgesetz wurden der aktuelle Kurztitel und die Abkürzung eingeführt – die im Schrifttum gelegentlich noch vorzufindende Abkürzung „GSB“ bezieht sich daher auf den vor dem 1. Januar 2009 gültigen Gesetzestext. Vor allem wurde aber eine Erweiterung der Definition von „Baugeld“ vorgenommen. 
Nach der alten Rechtslage setzte der Begriff „Baugeld“, der (auch) eine baugeldgerechte Verwendungspflicht beinhaltet, (lediglich) voraus, dass es sich um Geld aus einer dinglich gesicherten Baufinanzierung handelt.:279, 281 Nach der aktuellen Rechtslage gelten als Baugeld nun außerdem Eigenmittel des Bauherrn oder eines Auftraggebers, wenn das Geld für eine im Zusammenhang mit dem Bau oder Umbau stehende Leistung gezahlt worden ist und an der Leistung neben dem Zahlungsempfänger weitere Nachunternehmer beteiligt waren.:279, 281
So soll sichergestellt werden, dass für Bauleistungen gezahlte Beträge bei Bestehen einer Subunternehmerkette auch tatsächlich denjenigen zugutekommen, die durch ihre Leistungen an der Wertschöpfungskette beteiligt waren.:279
Das Gesetz ergänzt somit nicht mehr nur die sich aus § 648 BGB („Sicherungshypothek des Bauunternehmers“) ergebenden Rechte des Bauunternehmers; sondern erweitert den Schutz auf etwaige Nachunternehmer.:279 f. So soll verhindert werden, dass Unternehmer die von ihnen geschuldeten Leistungen zwar teilweise durch von ihnen beauftragte Nachunternehmer ausführen lassen, diese dann aber nicht bezahlen, obwohl sie die entsprechende Vergütung vom Bauherrn oder von einem in der Vertragskette übergeordneten Unternehmen erhalten haben.:279 f.